# William Lyon
William Lyon (21 de janeiro de 1903 — 18 de março de 1974) é um editor estadunidense. Venceu o Oscar de melhor montagem na edição de 1954 por From Here to Eternity e na edição de 1956 pelo filme Picnic.